# Шарли-сюр-Марн
Шарли́-сюр-Марн (фр. Charly-sur-Marne) — коммуна на севере Франции, регион О-де-Франс, департамент Эна, округ Шато-Тьерри, кантон Эссом-сюр-Марн. Расположена в 16 км к юго-западу от Шато-Тьерри, в 11 км от автомагистрали А4 «Эст», на правом берегу реки Марна. В 3 км к востоку от центра коммуны находится железнодорожная станция Ножан-л’Арто-Шарли линии Париж-Страсбург.
Население (2018) — 2 597 человек.

## История
Шарли получил своё название в честь Карла Мартелла, построившего здесь свой дворец. В 858 году Карл II Лысый передал ряд земель, в том числе Шарли, женскому монастырю Нотр-Дам-де-Суассон, который владел селом до Великой Французской революции. В 2006 году Шарли был официально переименован в Шарли-сюр-Марн.

## Достопримечательности

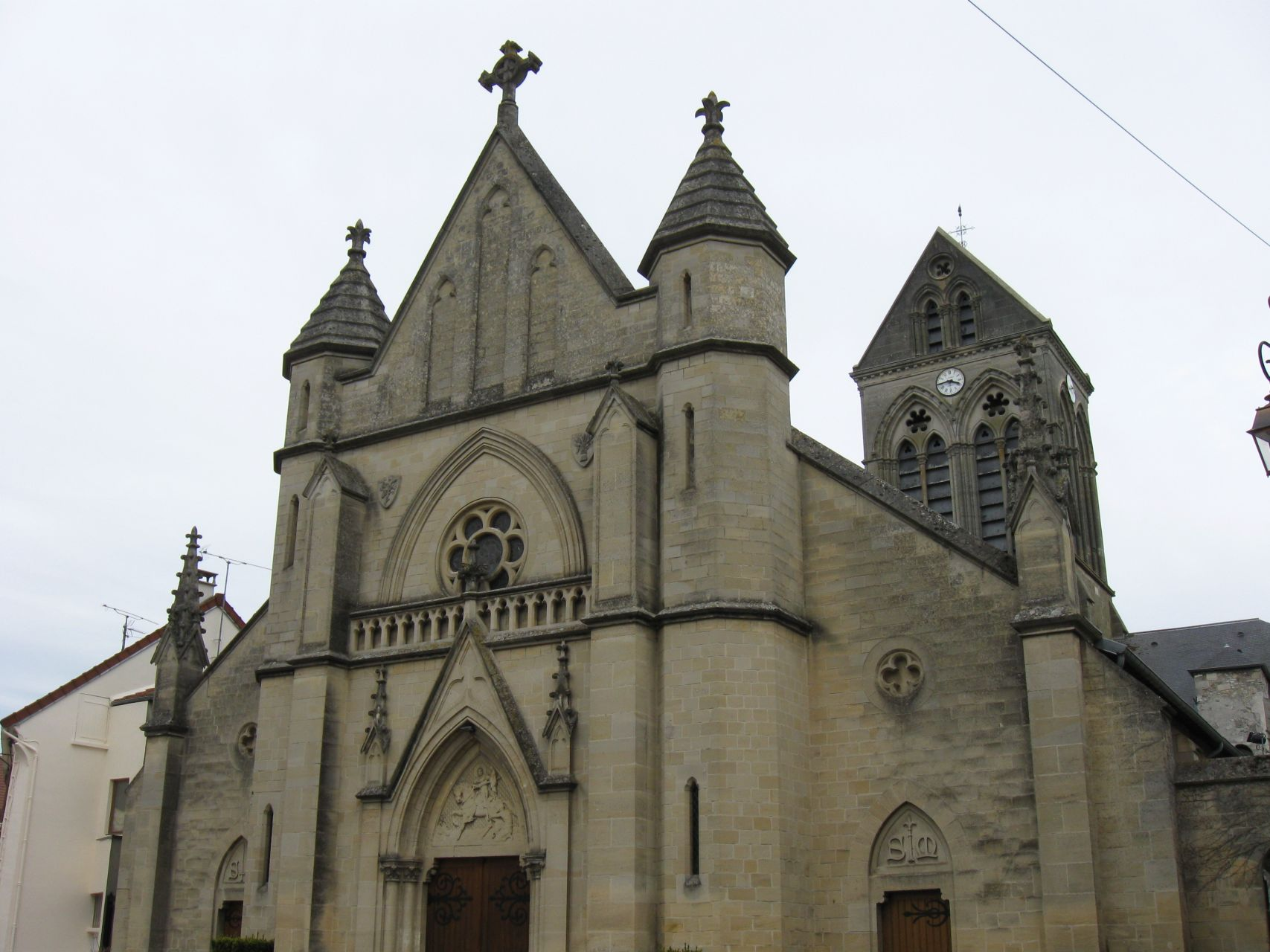
Церковь Святого Мартина

- Церковь Святого Мартина XIII—XIV веков

## Экономика
Структура занятости населения:
- сельское хозяйство — 25,6 %
- промышленность — 2,4 %
- строительство — 4,2 %
- торговля, транспорт и сфера услуг — 30,0 %
- государственные и муниципальные службы — 37,7 %

Уровень безработицы (2017) — 15,3 % (Франция в целом — 13,4 %, департамент Эна — 17,8 %). 

Среднегодовой доход на 1 человека, евро (2018) — 20 530 (Франция в целом — 21 730, департамент Эна — 19 690).
В 2010 года году 1745 человек трудоспособного возраста (15-64 лет) 1249 были экономически активными, 496 — неактивными (показатель активности — 71,6 %, в 1999 году было 72,1 %). Из 1249 активных жителей работали 1113 человек (612 мужчин и 501 женщина), безработных было 136 (59 мужчин и 77 женщин). Среди 496 неактивных 140 человек были учениками или студентами, 164 — пенсионерами, 192 были неактивными по другим причинам.

## Демография
Динамика численности населения, чел.

## Администрация
Пост мэра Шарли-сюр-Марн с 2020 года занимает Патрисия Плансон (Patricia Planson). На муниципальных выборах 2020 года возглавляемый ею список победил в 1-м туре, получив 52,62 % голосов.
| Период | Период | Фамилия              | Партия                    | Примечания                       |
| ------ | ------ | -------------------- | ------------------------- | -------------------------------- |
| 1977   | 1983   | Андре Эрдюэн         | Разные левые              | директор колледжа                |
| 1983   | 1995   | Филипп Роллан-Бийкар | Разные правые             | врач                             |
| 1995   | 2001   | Клод Франк           | Разные правые             | руководитель предприятия         |
| 2001   | 2003   | Лилиан Прюдом        | Разные правые             | домохозяйка                      |
| 2003   | 2008   | Дени Робер           | Союз за народное движение | винодел                          |
| 2008   | 2020   | Клод Лангрене        | Разные правые             | учитель, затем директор колледжа |
| 2020   |        | Патрисия Плансон     |                           |                                  |